# Кубок Кипра по волейболу среди женщин
Кубок Кипра по волейболу — второй по значимости, после национального чемпионата, турнир в стране. Проводится с 1976 года. Замечательно, что пока во всех финалах, кроме 2008 года, участвовал клуб АЭЛ, также команда побеждала в 24 турнирах подряд: в 1980—2003 годах.

## Победители
| - 1976 «Пезопорикос» Ларнака - 1977 АПОЭЛ Никосия - 1978 АЭЛ Лимасол - 1979 «Пезопорикос» Ларнака - 1980 АЭЛ Лимасол - 1981 АЭЛ Лимасол - 1982 АЭЛ Лимасол - 1983 АЭЛ Лимасол - 1984 АЭЛ Лимасол - 1985 АЭЛ Лимасол - 1986 АЭЛ Лимасол - 1987 АЭЛ Лимасол - 1988 АЭЛ Лимасол - 1989 АЭЛ Лимасол - 1990 АЭЛ Лимасол - 1991 АЭЛ Лимасол - 1992 АЭЛ Лимасол - 1993 АЭЛ Лимасол - 1994 АЭЛ Лимасол - 1995 АЭЛ Лимасол | - 1996 АЭЛ Лимасол - 1997 АЭЛ Лимасол - 1998 АЭЛ Лимасол - 1999 АЭЛ Лимасол - 2000 АЭЛ Лимасол - 2001 АЭЛ Лимасол - 2002 АЭЛ Лимасол - 2003 АЭЛ Лимасол - 2004 «Анортосис» Фамагуста - 2005 АЭЛ Лимасол - 2006 АЭЛ Лимасол - 2007 АЭК Ларнака - 2008 «Анортосис» Фамагуста - 2009 «Анортосис» Фамагуста - 2010 «Анортосис» Фамагуста - 2011 АЭЛ Лимасол - 2012 «Анортосис» Фамагуста - 2013 - 2014 - 2015 |

## Титулы
| Клуб                  | Победы |
| АЭЛ Лимасол           | 28     |
| «Анортосис» Фамагуста | 5      |
| «Пезопорикос» Ларнака | 2      |
| АПОЭЛ Никосия         | 1      |
| АЭК Ларнака           | 1      |